# Superman (film, 2025)
Pour l’article homonyme, voir Superman (homonymie).
Série du DC Universe
Supergirl
(2026)
Pour plus de détails, voir Fiche technique et Distribution.
Superman est un film de super-héros américain écrit et réalisé par James Gunn et sorti en 2025,.
Il s'agit du premier film du DC Universe, un univers partagé imaginé par James Gunn. Basé sur le personnage de Superman de DC Comics, le long métrage est un reboot mais celui-ci ne dépeindra pas les origines du super-héros. Il fera partie du premier chapitre du nouvel univers DC, Gods and Monsters.
Le développement d'une suite à Man of Steel (2013), le premier film du DC Extended Universe (DCEU), a commencé en octobre 2014, avec Henry Cavill reprenant son rôle de Superman. Cependant, après les problèmes de production de Justice League (2017), les plans ont changé et la suite de Man of Steel a été abandonnée en mai 2020.
James Gunn a commencé à travailler sur un nouveau film de Superman vers août 2022 et, en octobre, il est devenu co-président de DC Studios avec le producteur Peter Safran. En décembre 2022, il est annoncé publiquement que James Gunn écrit le nouveau film sur Superman. Le titre initial, Superman: Legacy, est annoncé en janvier 2023. David Corenswet et Rachel Brosnahan sont officiellement confirmés en juin 2023 dans les rôles respectifs de Superman et Lois Lane. Nicholas Hoult incarnera quant à lui Lex Luthor. Le film s'inspirera spécifiquement de la bande dessinée All-Star Superman de Grant Morrison et Frank Quitely (2005-2008). Le tournage débute le 29 février 2024.

## Synopsis
Depuis le XVIIIe siècle, les méta-humains sont apparus sur Terre avec leurs super-pouvoirs, lançant l'ère des dieux et des monstres. En 1992, un bébé extraterrestre a été envoyé sur Terre et adopté par des fermiers. Trente ans plus tard, ce bébé, devenu adulte, s'est présenté comme Superman, le plus puissant des méta-humains. En 2025, Superman a empêché la Boravie d'envahir le Jarhanpur en Europe de l'Est, suscitant la controverse dans le monde. Trois semaines plus tard, un méta-humain appelé le Marteau de Boravie a attaqué Superman à Metropolis. Trois minutes plus tard, Superman perd un combat pour la première fois. Grièvement blessé, Superman est secouru par son chien Krypto, qui l'emmène se soigner dans la Forteresse de Solitude. Là, il se remémore ses parents biologiques kryptoniens, Jor-El et Lara Lor-Van, dont il n'a jusqu'à présent pu entendre que la première moitié du message d'adieu — celle qui l'exhorte à être un symbole d'espoir pour l'Humanité. Une fois rétabli, il se retrouve de nouveau vaincu par le Marteau, qui révèle en secret sa véritable identité : il s'agit d'Ultraman, un acolyte de Lex Luthor, PDG de LuthorCorp, aux côtés d'Angela Spica alias l'Ingénieure, qui a profité de la situation pour localiser la Forteresse de Solitude en Antarctique.
De retour à sa vie civile en tant que Clark Kent, il retrouve sa petite-amie Lois Lane, au courant de sa double identité, et ses collègues du Daily Planet : Jimmy Olsen, Perry White, Cat Grant et Steve Lombard. Au Pentagone, Luthor tente de convaincre le secrétaire à la Défense d'arrêter Superman en présentant PlanetWatch, une force opérationnelle financée par LuthorCorp, composée d'Ultraman, Spica et des soldats Raptors. Mais le secrétaire estime qu'il n'y a pour l'instant aucune preuve que Superman représente une menace, contrairement à ce que pense Luthor. Alors qu'il est chez Lois, Clark accepte de lui accorder une interview en tant que Superman. Au cours de la discussion, ils évoquent l'intervention de Superman dans le conflit entre la Boravie, allié des États-Unis, et le Jarhanpur. La conversation devient tendue : Clark prend la défense des Jarhanpuriens opprimés par le gouvernement boravien tandis que Lois remet en question ses agissements et évoque les nombreuses critiques qu'il reçoit sur les réseaux sociaux. Exaspéré, Clark met fin à l'interview et quitte l'appartement de Lois, cette dernière déplorant que leur relation soit vouée à l'échec.
Luthor, accompagné de Spica, Ultraman et de sa petite-amie Eve Teschmacher, se rend en Antarctique pour s'introduire dans la Forteresse de Solitude et récupérer une preuve compromettante contre Clark, tandis que ce dernier est occupé à affronter un kaiju lâché par Luthor dans Metropolis en guise de diversion. C'est alors que Clark reçoit l'aide du Green Lantern Guy Gardner, Hawkgirl et Mister Terrific. Ces trois méta-humains constituent le Justice Gang, une équipe fondée et financée par Maxwell Lord, PDG de LordTech. Spica parvient à accéder à l'intégralité du message de Jor-El et Lara, dont Clark n'avait jusqu'ici entendu que la moitié. Le message complet révèle qu'en plus d'être un guide pour l'Humanité, Clark est également destiné à perpétuer l'héritage kryptonien et à établir la domination de son peuple sur la Terre. Cette révélation — authentique et non falsifiée — est diffusée dans le monde entier par Luthor, provoquant la colère et la peur des habitants, qui se retournent contre lui. Contraint de fuir, Clark se cache avec Lois.
Décidant de se rendre aux autorités, il est arrêté et emprisonné avec Krypto dans une prison construite par Luthor, située dans un univers de poche où sont détenus des méta-humains, des opposants politiques et des ennemis de Luthor. Clark se retrouve enfermé avec un autre méta-humain, Rex Mason, capable de transformer son corps en n'importe quelle substance élémentaire. Luthor, en menaçant de faire à Joseph, le fils de Rex, également emprisonné, le force à matérialiser de la kryptonite, affaiblissant gravement Clark. Pendant ce temps, Lois découvre avec l'aide d'Olsen et Teschmacher que Luthor est en réalité complice du gouvernement boravien : il leur a vendu des armes à prix réduit contre la moitié du territoire jarhanpurien, qu'il prévoit de rebaptiser Luthoria et sur lequel il compte s'ériger en roi.
Avec l'aide de Terrific, Lois localise Clark, qui, de son côté, parvient à convaincre Rex de l'aider à s'évader en échange de sauver son fils. Le méta-humain crée une étoile semblable au Soleil, permettant à Superman de retrouver ses pouvoirs. Il sauve Joseph et s'échappe avec lui et Rex de la prison, où il retrouve Lois et Terrific. Infecté par la kryptonite, Clark regagne des forces à Smallville au Kansas auprès de Lois et de ses parents adoptifs, Martha et Jonathan Kent, tandis que le monde entier assiste à l'invasion imminente du Jarhanpur par la Boravie.
À cause de l'instabilité de son univers de poche, Luthor décide de laisser une brèche dans l'espace-temps se former à Metropolis, afin que Superman ne puisse pas intervenir au Jarhanpur. Alerté par Terrific, Clark, qui s'apprêtait à intervenir pour stopper l'invasion, est contraint de se rendre à Metropolis pour l'aider à stopper un trou noir dans la brèche qui menace d'engloutir la planète. Après avoir neutralisé Spica et les soldats Raptors, Clark affronte Ultraman, qui se révèle être un clone de lui-même créé par Luthor. Il parvient avec l'aide de Krypto à le bannir dans le trou noir. 
Terrific répare la brèche, tandis que Gardner, Hawkgirl et Rex interviennent à temps au Jarhanpur et parviennent à stopper l'invasion et la guerre en éliminant le président boravien, Vasil Ghurkos. Lois et l'équipe du Daily Planet publient les preuves de la trahison de Luthor, qui est neutralisé par Clark et rapidement arrêté et emprisonné à la prison de Belle Reve.
Clark retourne enfin dans la Forteresse de Solitude, où sa cousine Kara Zor-El alias Supergirl, ivre, récupère Krypto. L'un des robots de la Forteresse lui demande s'il souhaite voir ses parents. Clark accepte, mais au lieu de revoir Jor-El et Lara, les robots lui montrent des souvenirs de son enfance auprès de ses parents adoptifs, Martha et Jonathan.
Scène inter-générique
Clark observe la Terre depuis la Lune avec Krypto.
Scène post-générique
À Metropolis, Clark et Terrific observent une fissure géante dans un bâtiment, causée par la brèche lors du combat final. Clark commente : « C'est tordu », ce qui agace Terrific. Il s'éloigne et donne un coup de pied dans une pierre.

## Fiche technique
Sauf indication contraire, les informations mentionnées dans cette section peuvent être confirmées par la base de données cinématographiques IMDb,  présente dans la section « Liens externes ».
- Titre original : Superman
- Titre provisoire : Superman: Legacy
- Réalisation : James Gunn
- Scénario : James Gunn, d'après le personnage Superman créé par Jerry Siegel et Joe Shuster et d'après All-Star Superman de Grant Morrison et Frank Quitely
- Musique : John Murphy et David Fleming
- Décors : Beth Mickle
- Costumes : Judianna Makovsky
- Photographie : Henry Braham
- Montage : William Hoy et Craig Alpert
- Production : James Gunn et Peter Safran
  - Production déléguée : Nikolas Korda, Chantal Nong Vo et Lars P. Winther
- Sociétés de production : DC Studios, The Safran Company et Troll Court Entertainment, présenté par Warner Bros.
- Société de distribution : Warner Bros.
- Budget : 225 millions de $
- Pays de production :  États-Unis
- Langue originale : anglais
- Format : couleur - D-Cinema - 1,85:1
  - son SDDS | IMAX 6-Track | Dolby Digital | Dolby Atmos | DTS (DTS: X) | Dolby Surround 7.1 | IMAX 12-Track | Auro 11.1
- Genre : science-fiction, action, aventures, super-héros
- Durée : 129 minutes
- Dates de sortie[4] : 
  - Belgique, France, Suisse romande[5] : 9 juillet 2025
  - Canada, États-Unis : 11 juillet 2025

## Distribution
- David Corenswet (VF : Jim Redler) : Clark Kent / Kal-El / Superman et Ultraman (en)
- Rachel Brosnahan (VF : Anne Plantey) : Lois Lane
- Nicholas Hoult (VF : Emmanuel Garijo) : Lex Luthor[3]
- Edi Gathegi (VF : Sourou Ouadodji) : Michael Holt / Mister Terrific
- Nathan Fillion (VF : Guillaume Orsat) : Guy Gardner / Green Lantern[6]
- Isabela Merced (VF : Valérie Bescht) : Kendra Saunders / Hawkgirl[7]
- Skyler Gisondo (VF : Gabriel Bismuth-Bienaimé) : Jimmy Olsen
- Wendell Pierce (VF : Thierry Desroses) : Perry White, rédacteur en chef du Daily Planet
- María Gabriela de Faría (VF : Alexandra Ansidei) : Angela Spica / l'Ingénieure[8]
- Anthony Carrigan (VF : Cédric Dumond) : Rex Mason / Metamorpho[9]
- Sara Sampaio (VF : Léopoldine Serre) : Eve Teschmacher, assistante de Lex Luthor
- Terence Rosemore : Otis Berg, homme de main de Lex Luthor
- Paul Kim (VF : Victor Lalmanach) : Larry Chin
- Pruitt Taylor Vince (VF : Paul Borne) : Jonathan Kent
- Neva Howell (VF : Colette Marie) : Martha Kent
- Beck Bennett : Steve Lombard
- Mikaela Hoover (VF : Diane Dassigny) : Cat Grant, journaliste au Daily Planet
- Christopher MacDonald : Ron Troupe
- Stephen Blackehart : Sydney Happersen
- Frank Grillo (VF : Lionel Tua) : général Rick Flag, Sr, directeur de l'ARGUS
- Zlatko Burić (VF : Michel Dodane) : président Vasil Ghurkos
- Tinashe Kajese-Bolden: directrice Flo Crawley du FBI
- James Hiroyuki Liao : général Mori, Secrétaire à la Défense des États-Unis
- Luis R. Hernandez : Albert Tyler, Procureur général des États-Unis
- Zach Lane (VF : Victor Lalmanach) : Tech Bro
- Alan Tudyk (VF : Emmanuel Curtil) : Nº4 / « Gary », l'un des robots au service de Superman (voix)
- Michael Rooker : Nº5, l'un des robots au service de Superman (voix)
- Grace Chan (en) (VF : Barbara Tissier) : Nº12, l'un des robots au service de Superman (voix)
- Pom Klementieff : Nº1, l'un des robots au service de Superman (voix)
- Sean Gunn : Maxwell Lord (caméo)
- Milly Alcock (VF : Thaïs Laurent) : Kara Zor-El / Supergirl[10](caméo)
- Bradley Cooper : Jor-El (caméo)
- Angela Sarafyan : Lara Lor-Van (caméo)
- John Cena (VF : Raphaël Cohen) : Christopher Smith / Peacemaker (caméo)
- William Reeve : journaliste chez GBS (caméo, fils de Christopher Reeve)

Version française réalisée par la société de doublage Dubbing Brothers, sous la direction artistique d'Hervé Rey, avec une adaptation de dialogues de François Dubuc.
 Source et légende : version française (VF) sur RS Doublage et le carton cinématographique du doublage français.

## Production

### Contexte
Warner Bros. Pictures prévoyait le film Man of Steel (2013), basé sur le personnage de DC Comics, Superman , pour créer un univers partagé,  qui est devenu connu sous le nom de l'univers cinématographique DC (DC Extended Universe en VO),. Ils ont annoncé une liste complète de films DC en octobre 2014, donnant la priorité à Batman v Superman : L'Aube de la justice (2016) comme deuxième film de l'univers après que Man of Steel n'a pas répondu aux attentes financières du studio. Ils ont déclaré qu'une suite non datée de Man of Steel était en développement avec Henry Cavill prêt à reprendre son rôle de Superman. Réalisateur de Man of Steel, Zack Snyder a déclaré qu'il considérait les Kryptoniens emprisonnés du premier film et le personnage de Brainiac comme des antagonistes de la suite avant le début des travaux sur Batman v Superman : L'Aube de la justice. Une suite à Man of Steel était en développement actif et constituait une priorité absolue pour le studio à partir d'août 2016, ce que la manageuse de Henry Cavill, Dany Garcia, a confirmé le mois suivant. Amy Adams, qui jouait Lois Lane dans Man of Steel, déclaré en novembre que le studio travaille sur le scénario de la suite. Matthew Vaughn est le premier choix de Warner Bros. pour réaliser le film et a des discussions préliminaires à ce sujet en mars 2017. Après la production difficile du film Justice League, Warner Bros. repense son approche des futurs projets DC. Fin 2017, le producteur de Justice League Charles Roven déclare que des idées d'histoire ont été discutées mais qu'il n'y a pas de scénario. Avant la sortie de Mission impossible : Fallout en juillet 2018, le réalisateur Christopher McQuarrie et Henry Cavill présentent leur version d'un nouveau film de Superman, mais Warner Bros. n'a pas donnée suite à leur idée.
Plus tard en 2018, le studio demande à James Gunn d'écrire et de réaliser un film sur Superman, mais il n'était pas sûr de vouloir amener le personnage sur grand écran,. Il n'avait pas de vision claire pour un tel film, d'autant que Superman est un personnage bien connu contrairement aux Gardiens de la Galaxie qu'il avait adapté pour Marvel Studios dans le film du même nom sorti en 2014. Pour DC, James Gunn préfère mettre en scène The Suicide Squad,. En septembre, les négociations pour que Henry Cavill fasse une apparition dans Shazam! échouent en raison de problèmes contractuels, ainsi que d'un conflit d'horaire avec les engagements de l'acteur dans Mission impossible : Fallout,. Il a été rapporté que l'acteur se séparait du studio, sans avoir l'intention de reprendre son rôle de Superman dans de futurs projets. Toutefois, en novembre 2019, Henry Cavill déclare qu'il n'a pas abandonné le personnage et qu'il veut toujours rendre justice au rôle. À l'époque, Warner Bros. ne savait pas dans quelle direction irait le personnage et parlait à des « talents de haut niveau » à propos de la propriété, notamment J. J. Abrams — dont la société Bad Robot Productions a signé un accord global avec la société mère de Warner Bros. WarnerMedia — et l'acteur Michael B. Jordan, qui se présentait comme une version noire du personnage.
En mai 2020, Warner Bros. ne développe officiellement plus de suite à Man of Steel , mais Henry Cavill est en pourparlers pour apparaître dans un autre projet DC,. En février 2021, Ta-Nehisi Coates révèle qu'il était en train d'écrire un nouveau film sur Superman produit par J. J. Abrams. Un acteur afro-américain est alors annoncé pour Superman, avec la possibilité que ce dernier soit Michael B. Jordan assume le rôle.

### Développement
En avril 2022, Discovery, Inc. et WarnerMedia fusionnent pour devenir Warner Bros. Discovery (WBD), dirigée par David Zaslav. Cette nouvelle société doit restructurer DC Entertainment et David Zaslav commence à chercher un équivalent au président de Marvel Studios, Kevin Feige, pour diriger la nouvelle filiale. Zaslav et WBD estiment que DC manque alors d'une « stratégie créative et de marque cohérente » et sous-utilisaient notamment Superman. Fin aout 2022, le cinéaste James Gunn est alors embauché pour travailler sur un nouveau film de Superman indépendant de Man of Steel. David Zaslav passe du temps avec lui lors de l'écriture du scénario. En octobre de cette même année, Henry Cavill fait une apparition dans la scène post-générique du film Black Adam. Il est alors rapporté que Warner Bros. envisage à nouveau une suite de Man of Steel. Charles Roven est annoncé comme producteur alors que le studio recherche des scénaristes. Ils voulaient que Christopher McQuarrie réalise le film, mais il était peu probable qu'il soit disponible en raison de ses engagements dans Mission impossible : Dead Reckoning et Mission impossible 8. Le film de J. J. Abrams et Coates est par ailleurs encore en développement. Le rôle de Cavill dans Black Adam avait été approuvé par les directeurs du film de Warner Bros., Michael De Luca et Pamela Abdy, lorsqu'ils ont été approchés directement par la star de Black Adam, Dwayne Johnson. Ce dernier avait commencé à promouvoir l'idée d'un film Black Adam contre Superman avec Cavill, mais il n'avait signé un contrat unique pour Black Adam et n'avait reçu qu'un accord verbal selon lequel il continuerait à jouer le personnage dans le DCU,. Henry Cavill annonce publiquement qu'il reviendra en tant que Superman pour de futurs projets,, et a déclaré que son apparition dans Black Adam était un « très petit avant-goût » de ces projets futurs. Il a dit que Superman serait « extrêmement heureux » dans le futur.
En octobre 2022, James Gunn et Peter Safran, producteur de The Suicide Squad, sont nommés coprésidents et codirecteurs généraux des studios de DC, rebaptisés DC Studios. Une semaine après leur entrée en fonction, les deux hommes annoncent avoir élaboré un plan sur huit à dix ans pour un nouveau DC Universe qui serait un « redémarrage en douceur » de l'ancien univers cinématographique DC,,. À la mi-novembre, il est révélé publiquement que James Gunn est en train d'écrire un nouveau film DC. Andrés Muschietti, réalisateur du film The Flash, exprime son intérêt pour mettre en scène un projet Superman avec un ton similaire à celui du Superman (1978) de Richard Donner. Début novembre, Henry Cavill évoque quant à lui son désir d'explorer la « capacité de Superman à donner et à aimer » les habitants de la Terre et à inspirer les autres. L'acteur déclare qu'il est impatient de rencontrer James Gunn pour discuter des opportunités futures. Le travail sur la suite de Man of Steel s'est arrêté plus tard ce mois-là, alors que James Gunn et Peter Safran révélaient leurs plans.
En décembre 2022, James Gunn déclare que Superman était une grande, voire la plus grande, priorité pour DC Studios, avant d'annoncer publiquement qu'il était en train d'écrire un nouveau film sur Superman qui se concentrerait sur une version plus jeune du personnage et ne mettrait donc pas en scène Henry Cavill. Il est alors évoqué que James Gunn réalise également le film et que celui-ci ne raconterait pas les origines de Superman, mais plutôt d'un jeune reporter interagissant avec des personnages clés, tels que Lois Lane. Le 31 janvier 2023, James Gunn et Peter Safran dévoilent les premiers projets de leur liste du DC Universe, qui commence avec une première partie intitulé Chapter 1: Gods and Monsters. Le film Superman, Superman: Legacy, est annoncé comme le premier film de ce chapitre. La date de sortie est alors fixée au 11 juillet 2025. Peter Safran annonce vouloir que James Gunn réalise le film. Ce dernier déclaré que le film sera spécifiquement inspiré de la bande dessinée All-Star Superman (2005-2008) de Grant Morrison et Frank Quitely. DC déclare plus tard que le film s'inspirera également de la série limitée de bandes dessinées Birthright (2003-2004, de Mark Waid, Leinil Francis Yu et Gerry Alanguilan), de l'arc narratif Brainiac de 2008 d'Action Comics (de Geoff Johns et Gary Frank) et de la bande dessinée crossover Superman: Ending Battle (2002, de Johns, Joe Casey, Joe Kelly et Mark Schultz).
Tom King, scénariste de bande dessinée travaillant sur le DCU, annonce en mars 2023 que James Gunn réalisera également le film, ce que l'intéressé confirme plus tard dans le mois. Il est aussi confirmé que Peter Safran produira le film. James Gunn a hésité à réaliser le film, malgré les encouragements de Peter Safran et d'autres, jusqu'à ce qu'il réalise à quel point il était difficile de se concentrer sur l'héritage de Superman avec ses parents kryptoniens aristocratiques et ses parents agricoles adoptifs à Smallville. James Gunn s'est senti émotionnellement lié à cet aspect en raison de son père décédé, dont l'anniversaire coïncidait avec la date de sortie prévue du film. James Gunn déclare en avril que le ton du film serait différent de celui de ses films Les Gardiens de la Galaxie.

### Préproduction
La conception de la production, la conception des costumes et le processus de casting débutent en avril 2023,. Beth Mickle et Judianna Makovsky sont revenues dans leurs rôles respectifs de conceptrice de la production et de conceptrice des costumes pour The Suicide Squad et Les Gardiens de la Galaxie Vol. 3,. Le tournage doit alors commencer en janvier 2024. James Gunn cherche un acteur pour jouer Superman qui possédait l'humanité, la gentillesse et la compassion du personnage, et était « quelqu'un à qui vous voulez donner un câlin ». Il déclare par ailleurs que le personnage de Jimmy Olsen apparaîtra dans le film mais qu'il ne cherchait pas à faire du film une comédie. Il espérait que Legacy sera différent des films précédents sur Superman tout en respectant ce qui s'était passé avant. James Gunn livre la première version du scénario fin avril. Il est alors précisé que la production ne devait pas être affectée par la grève de la Guilde américaine des scénaristes débutée en mai 2023. James Gunn révèle ensuite que le scénario a été en grande partie achevé avant la grève.
Les vidéos d'audition pour les rôles principaux — Superman, Lois Lane et Lex Luthor — sont envoyées début mai. James Gunn commence à les voir plus tard dans le mois, alors qu'il travaille sur le storyboard. David Corenswet est annoncé comme l'un des principaux candidats pour le rôle de Superman et qu'il fera un essai à la fin du mois ou au début du mois de juin. Parmi les autres acteurs envisagés figurent Jacob Elordi, Tom Brittney et Andrew Richardson,. Jacob Elordi a refusé de faire des essais pour le rôle, estimant que ce serait « trop » et « trop sombre" pour lui ». Parmi les candidates pour incarner Lois Lane figurent plusieurs actrices passent des auditions : Emma Mackey, Rachel Brosnahan, Samara Weaving et Phoebe Dynevor,. Nicholas Hoult se dit intéressé par Lex Luthor, avant d'opter pour Superman ; il était arrivé en deuxième position pour jouer Batman dans The Batman. Pour Lex Luthor, James Gunn considérait des acteurs de premier plan avec lesquels il avait déjà travaillé. Il aurait discuté du rôle avec Bradley Cooper,,. Des acteurs afro-américains auraient également été envisagés. Les auditions sont menées en utilisant le mot-clé Apex, qui serait une référence à une version comique de Luthor appelée Apex Luthor,.
Il est précisé que d'autres personnages de l'univers DC seront introduit dans le film. Le choix d'un acteur noir est évoqué pour incarner Michael Holt/Mister Terrific et celui d'une actrice asiatique ou latino-américaine pour Blitz,.
En juin 2023, des essais ont lieu dans les Warner Bros. Studios à Burbank en Californie, avec James Gunn et Peter Safran. Les acteurs ont testé le maquillage et les costumes de Clark Kent et Lois Lane. Plusieurs duos sont ainsi testés : Nicholas Hoult-Rachel Brosnahan, Tom Brittney-Phoebe Dynevor et David Corenswet-Emma Mackey,. Les prétendants du rôle-titre ont ensuite testé le costume de Superman face à Emma Mackey. James Gunn réalise ensuite un montage des auditions pour qu'elles soient montrées à un comité de sélection comprenant David Zaslav. Le choix de David Corenswet dans le rôle de Superman et de Rachel Brosnahan dans celui de Lois Lane est annoncé le 27 juin 2023. Celui Lex Luthor et d'autres rôles, y compris les membres de l'équipe de super-héros The Authority, sont attendus pour plus tard,.
Les frères Alexander et Bill Skarsgård figurent sur la liste restreinte pour incarner Lex Luthor. Le 11 juillet 2023, deux ans avant la date de sortie prévue du film, Isabela Merced, Edi Gathegi et Nathan Fillion sont annoncés dans les rôles respectifs de Hawkgirl, Mister Terrific et Guy Gardner / Green Lantern. Anthony Carrigan est quant à lui choisi pour incarner le super-héros Metamorpho. Il avait précédemment exprimé son intérêt pour le rôle de Lex Luthor dans le DCU. James Gunn a choisi certains de ces acteurs un peu plus tôt, mais avait attendu que Superman et Lois Lane soient choisis avant de négocier d'autres accords avec les acteurs, ce qui laissait peu de temps pour achever les négociations avant une éventuelle grève de la SAG-AFTRA qui commence le 14 juillet 2023. En réponse à la crainte que les autres super-héros ne détournent l'attention de l'histoire de Superman et Lane, James Gunn déclare que les deux personnages seront au centre du film et que les autres acteurs étaient engagés pour les projets du DC Universe.
Lorsque la Grève de la Writers Guild of America prend fin en septembre 2023, le tournage de Superman: Legacy est annoncé pour courant 2024. Jason Momoa, qui jouait Aquaman dans l'univers cinématographique DC, est annoncé être en pourparlers pour incarner le personnage de Lobo soit dans Superman: Legacy, soit dans un film solo pour le personnage.
À la suite de la conclusion de la grève de la SAG-AFTRA le 9 novembre 2023, il est annoncé que le tournage commencera désormais en mars 2024,. James Gunn réaffirme alors que le film sortira en juillet 2025.
En novembre 2023, María Gabriela de Faría est annoncée pour incarner Angela Spica / L'Ingénieur, l'une des antagonistes du film et un membre de The Authority. La chanteuse Madison Beer révèle qu'elle avait soumis une vidéo et a auditionné sans succès pour un rôle non divulgué, tout comme O'Shea Jackson Jr.,. Il est précisé que Nicholas Hoult était en pourparlers pour jouer Lex Luthor avant la grève de la SAG-AFTRA et que les négociations se poursuivaient,. Sara Sampaio et Skyler Gisondo sont ensuite respectivement choisis pour jouer Eve Teschmacher (l'assistante de Luthor) et Jimmy Olsen. James Gunn déclare que Skyler Gisondo, Sara Sampaio et de Maria Gabriela de Faría avaient été choisis avant la grève et que de nombreuses auditions avaient été organisées pour Superman et Lane, ainsi que pour les rôles difficiles à distribuer, tels que Mister Terrific et Teschmacher.
Le journaliste Jeff Sneider spécule ensuite sur la présence du personnage de Sam Lane et indique que Michael Rooker pourrait être lié au rôle, mais James Gunn a nié que Michael Rooker jouerait le personnage. En décembre, Sean Gunn, frère de James Gunn, est choisi pour incarner Maxwell Lord. Le personnage devrait être mentionné dans Superman: Legacy, mais on ne sait pas s'il y apparaîtra. James Gunn confirme que Nicholas Hoult a conclu un accord pour jouer Luthor et Miriam Shor a entamé des négociations pour un rôle non divulgué. Alors que The Hollywood Reporter annonce la présence de Pom Klementieff, qui avait été dirigée par James Gunn dans les films Les Gardiens de la galaxie, avant que le cinéaste annonce que ni Pom Klementieff ni Miriam Shor n'ont été choisies,,.
En janvier 2024, James Gunn révèle que le travail sur les décors, les prothèses et les modèles d'effets visuels sont en cours, que les costumes sont terminés et que la plupart des acteurs ont été choisis. L'actrice Rachel Brosnahan déclare que le film est réalisé avec beaucoup d'amour pour le matériau d'origine, car de nombreux acteurs et membres de l'équipe ont grandi en regardant les films Superman et en lisant les bandes dessinées. Plus tard dans le mois, Milly Alcock est choisie pour incarner Kara Zor-El / Supergirl, la cousine de Superman. Il est précisé que le personnage fera ses débuts dans Superman: Legacy avant son propre film, Supergirl: Woman of Tomorrow,,. Il est révéléque Milly Alcock a auditionné et fait des essais en costume à Atlanta début janvier,.
En février 2024, Bassem Youssef déclaré qu'il a été choisi pour jouer dans le film, soi-disant dans le rôle de Rumaan Harjadi, le dirigeant d'un pays fictif du Moyen-Orient, mais que son personnage a été supprimé du scénario. Il pense que cela est potentiellement dû aux commentaires qu'il avait faits en octobre 2023, critiquant le gouvernement israélien pendant la guerre entre Israël et le Hamas, bien que cela ait été rapidement contesté par les journalistes. James Gunn a battu ces allégations en brèche, disant qu'il a discuté d'un rôle avec Bassem Youssef, qui ne lui a pas été officiellement proposé, avant la grève de la WGA, mais que le personnage a été retiré du scénario final après la fin de la grève et avant les commentaires de Bassem Youssef,,.
En février 2024, lors de la lecture du script où sont présents tous les acteurs, l'actrice Isabela Merced, qui interprète Hawkgirl, a révélé sur Instagram que le « S » utilisé pour le costume de Superman sera inspiré du comics Kingdom Come. Le 29 février, James Gunn annonce finalement que le film s'appellera simplement Superman, comme le film de 1978.
En mars 2024, Wendell Pierce est annoncé dans le role de Perry White.

### Tournage
Le tournage devait intialement commencer en janvier 2024 mais il est repoussé en raison de la grève SAG-AFTRA 2023. Il commence finalement le 29 février 2024 dans les Trilith Studios près d'Atlanta, en Géorgie,,  sous le titre provisoire Genesis. Henry Braham est annoncé comme directeur de la photographie, après l'avoir déjà fait sur les deux derniers films des Gardiens de la Galaxie, The Suicide Squad et The Flash. James Gunn prévoit de tourner le film en IMAX. Le tournage devrait durer environ quatre mois jusqu'en juillet 2024

### Musique
James Gunn déclare en décembre 2023 que la plupart de la bande originale et des chansons thématiques du film ont été écrites, mais que le compositeur n'a pas été annoncé car son accord pour le film n'avait pas encore été finalisé. La participation de John Murphy est officialisée en février 2024. Il retrouve James Gunn après The Suicide Squad, la série Peacemaker, Les Gardiens de la Galaxie : Joyeuses Fêtes et Les Gardiens de la Galaxie Vol. 3. 
Dans le film, Clark Kent est fan d'un groupe fictif inventé par James Gunn, déjà présent dans la série Creatures Commando : The Mighty Crabjoys.

### Effets visuels
Stéphane Ceretti est annoncé comme superviseur des effets visuels, après avoir déjà travaillé avec James Gunn sur Les Gardiens de la Galaxie, Les Gardiens de la Galaxie : Joyeuses Fêtes et Les Gardiens de la Galaxie Vol. 3. Une grande partie de l'équipe des effets spéciaux du Vol. 3 est annoncée sur ce film.

## Accueil

### Sortie
Superman est présenté en avant-première au TCL Chinese Theater le 7 juillet 2025, et a été distribué en salles par Warner Bros. Pictures à l'international le 9 juillet,, et aux États-Unis et en Chine le 11 juillet, en IMAX, RealD 3D, Dolby Cinema, ScreenX et 4DX.

### Accueil critique
En France, le site Allociné donne une moyenne de 3,2⁄5, d'après l'interprétation de 30 critiques de presse.
Sur le site d'agrégation de critiques Rotten Tomatoes, 83 % des 472 critiques sont positives. Le consensus du site est le suivant : « Réussissant l'exploit héroïque de donner corps à un monde nouveau et dynamique tout en mettant en avant le grand cœur battant de son champion, ce Superman vole haut comme un homme de demain ancré dans l'ici et maintenant. » Metacritic, qui utilise une moyenne pondérée, a attribué au film une note de 68 sur 100, basée sur 58 critiques, indiquant des critiques «généralement favorables». Les critiques ont trouvé le film amusant, coloré et sérieux, bien que certains l'aient trouvé surchargé de personnages et d'idées. Les performances de Corenswet, Brosnahan et Hoult ont été saluées,,. Les spectateurs interrogés par CinemaScore ont attribué au film une note moyenne de «A−» sur une échelle de A+ à F, soit la même que pour Man of Steel. Les personnes interrogées par PostTrak lui ont attribué une note positive de 86 % et 74 % ont déclaré qu'elles le recommanderaient sans hésiter.
IGN a attribué la note de 8/10 au film, le qualifiant de « merveilleusement divertissant et touchant ». Scott Phillips de Forbes a salué ses visuels colorés, son humour et son ton léger. Trace Sauveur d' AwardsWatch a salué son approche sans histoire d'origine ni crossover. Jake Cole de Slant Magazine a soutenu que le personnage perdure parce qu'il transcende les modes passagères. Cody Dericks de Next Best Picture a estimé que le casting était aussi parfait que celui de Christopher Reeve il y a des décennies. Écrivant pour NPR, Glen Weldon a donné une critique positive du film, déclarant qu'il « présente un Superman profondément en phase avec son humanité et parfaitement représentatif de l'essence du personnage ».

### Box-office
Au 13 août 2025, Superman avait rapporté 332,4 millions de dollars aux États-Unis et au Canada, et 248,7 millions de dollars dans d'autres territoires, pour un total mondial de 581,1 millions de dollars,.
| Pays ou région | Box-office        | Date d'arrêt du box-office | Nombre de semaines |
| -------------- | ----------------- | -------------------------- | ------------------ |
| États-Unis     | 332 386 143 $     | en cours                   | 4                  |
| France         | 1 459 021 entrées | en cours                   | 5                  |
| Allemagne      | 299 062 entrées   | en cours                   | 2                  |
| Espagne        | 689 615 entrées   | en cours                   | 2                  |
| Brésil         | 2 012 180 entrées | en cours                   | 2                  |
| Russie         | 278 370 entrées   | en cours                   | 2                  |
| Italie         | 466 508 entrées   | en cours                   | 2                  |
| Corée du Sud   | 841 243 entrées   | en cours                   | 2                  |
| Chine          | 1 337 874 entrées | en cours                   | 2                  |
| Total mondial  | 581 086 143 $     | en cours                   | 2                  |